# Гай Кальпурній Пізон Фругі
Гай Кальпурній Пізон Фругі (*Caius Calpurnius Piso Frugi, 89 до н. е. —57 до н. е.) — політичний діяч Римської республіки.

## Життєпис
Походив з впливового плебейського роду Кальпурніїв. Син Луція Кальпурнія Пізона Фругі, претора 74 року до н. е. У 67 році до н. е. обіймав посаду монетарія. Наприкінці цього року заручився з Туллією, донькою Марка Цицерона, до 63 року до н. е. одружився з нею.
Старанно займався мистецтвом красномовства і досяг значних успіхів, мав репутацію порядною і доблесної людини. У 59 р. був звинувачений Луцієм Веттієм у підготовці замаху на Гнея Помпея, проте справа не отримало ходу з огляду на те, що донощик помер у в'язниці.
У 58 році до н. е. пізона обрано квестором і направлено до провінції Віфінія і Понт, але він відмовився від провінції, щоб сприяти поверненню Цицерона з вигнання. Звертався за допомогою до Гнея Помпею і Луція Кальпурнія Пізону Цезоніна, консулу 58 року до н. е., але не домігся успіху. Помер у першій половині 57 року до н. е., незадовго до повернення Цицерона.